# Scopula faeculentaria
Scopula faeculentaria là một loài bướm đêm trong họ Geometridae.